# 顾超
顾超（1989年8月20日—），是中国前足球运动员，曾代表中國國家男子足球隊出賽，2023年涉嫌賭球被調查，後在2024年9月10日中國足球協會公告顾超参与不正当交易、操纵足球比赛、获得非法收益，被终身禁止从事任何与足球有关的活动。

## 俱乐部生涯
2000年，顾超进入徐根宝的根宝足球基地接受足球训练。2006年，他被提升到新组建的上海东亚，参加2006年中国足球乙级联赛。顾超是球队的主力守门员，在2007赛季帮助球队获得联赛冠军，升级到中甲联赛。
2011年3月15日，顾超转会加盟中国足球超级联赛球队杭州绿城。 7月6日，他在杭州绿城客场1比1战平大连实德的比赛首发出场，首次代表杭州绿城在正式比赛出场。 7月16日，他在对阵阿森纳的友谊赛中下半场替补出场，并力保大门不失，最终帮助杭州绿城1比1逼平对手。 他在杭州绿城担任姜波的后备门将，2011赛季为杭州绿城在联赛出场4次，2012赛季仅有1次出场机会。
2016年10月6日，顾超在对叙利亚比赛中出击，导致对手空门进球。事后，顾超说辜负了教练组的信任，而不提对不起球迷；并且顾超说并不后悔。有报道顾超为何出击因其为前锋出身，且入选国家队，是因为高洪波的恩师徐根宝的得意门生。
2023年，顾超因涉嫌参与赌球被带走调查，并于5月10日被移送司法机关审查起诉。2024年9月10日，因参与假球，顾超被终身禁止在中国境内从事任何与足球有关的活动。